# زد.۵۰۱
زد. ۵۰۱ (به انگلیسی: CANT_Z.501) یک هواگرد از نوع هواگرد گشت دریایی ساخت شرکت CANT است. هواگرد زد. ۵۰۱ نخستین پروازش را در ۱۹۳۴ میلادی انجام داد. در مجموع، تعداد>۲۰۰ فروند از این هواگرد ساخته شده‌است.
طراح این هواگرد، Filippo Zappata بود.